# 松尾亜紀子 (編集者)
松尾 亜紀子（まつお あきこ、1977年 - ）は、日本の編集者、フェミニズム専門の出版社であるエトセトラブックスの代表取締役。

## 経歴
長崎県佐世保市生まれ。
福岡県で過ごした学生時代に上野千鶴子の著書に接し、フェミニズムに関心をもち、斎藤美奈子、北原みのりなどの著書にも触れた。
編集プロダクションを経て、2003年に河出書房新社の編集者となり、2010年頃からフェミニズム「関連の本を意識的に作り始めた」という。やがて、「ジェンダーに着眼した企画がほぼ通る」ほどになり、2017年には北原の責任編集による『日本のフェミニズム since 1886 性の戦い編』の編集を担当した。
2017年、MeToo 運動など、ソーシャル・ネットワーキング・サービス (SNS) におけるフェミニズムの普及が世界的に進み、日本でも女子を不利に扱った東京医科大学の不正入試問題などからフェミニズムへの関心が高まる中、「独立した方が直接、社会に届くのでは」という思いを持つようになった。東京医科大学の一件では、松尾は、大学前でおこなわれた抗議デモに参加し、スピーチした。
2018年12月に独立。2019年2月にフェミニズム専門の出版社としてエトセトラブックスを設立し、代表取締役となった。社名は、作家の松田青子が名付けた。同年5月には、年2回刊の雑誌『エトセトラ』を創刊した。
2019年3月には北原らとともに性暴力事件の無罪判決に抗議するデモを呼びかけ、4月からの「フラワーデモ」のきっかけを作った。